# Puštík tečkovaný
Puštík tečkovaný (Strix seloputo) je druh puštíkovité sovy, která se vyskytuje v jihovýchodní Asii, a to jak v pevninské (Zadní Indie, Malajský poloostrov), tak v ostrovní části (Sumatra, Jáva, Palawan aj.).

## Systematika a rozšíření
Puštíka tečkovaného formálně popsal v roce 1821 americký přírodovědec Thomas Horsfield. Druhové jméno seloputo pochází z domorodého Selo-piito, kterým se na Jávě označuje právě puštík tečkovaný. Rozeznávají se tři poddruhy s následujícím rozšířením:
- S. s. seloputo Horsfield, 1821 – od Myanmaru po jižní Indočínu, Malajský poloostrov a Jávu;
- S. s. baweana Oberholser, 1917 – Bawean (severně od východní Jávy);
- S. s. wiepkeni Blasius, W, 1888) – ostrov Palawan a Calamianské ostrovy (jihozápadní Filipíny).

## Stanoviště
Typický biotop puštíka tečkováno zahrnuje mangrovní močály a pobřežní lesy. V novodobé historii se vyskytuje i na plantážích a sekundárním lese včetně městských a vesnických parků.

## Popis

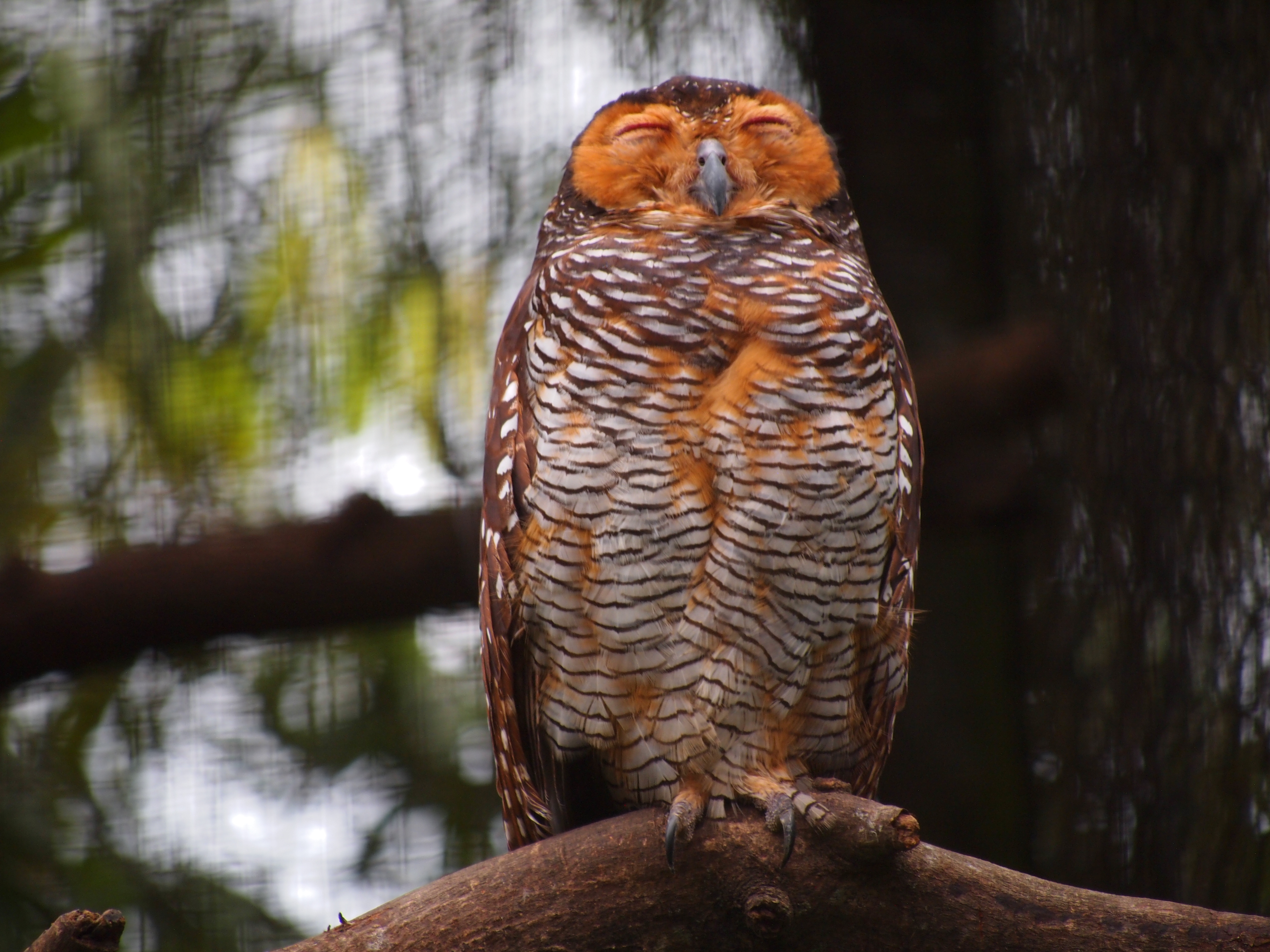
Puštík tečkovaný v malajské zoo

Délka těla dosahuje 44–48 cm, přičemž samice jsou o něco větší než samci. Peří na hlavě je hnědé s černými okraji a bílými tečkami. Výrazný obličejový disk je rezavý. Svrchní strana těla je převážně rezavě až čokoládově hnědá s malými bílými skvrnkami s černými lemy. Brada je rezavá, hrdlo je výrazně bílé. Zbytek spodiny je žlutohnědý s příčnými tlustými bílými a tenkými černými proužky. Nohy i prsty jsou opeřené, viditelné části prstů jsou tmavě olivové. Drápy jsou rohovinově zbarveny. Duhovky jsou tmavě hnědé, zobák šedozelený, ozobí černozelené.

## Biologie
Do jídelníčku puštíka patří hlavně krysy, myši, menší ptáci a velký hmyz. Hlasový projev puštíka zahrnuje staccato znějící jako huhuhu nebo hluboké prodloužené who. Zahnizďuje od ledna do srpna. Hnízdí v dutinách stromů nebo na větvích stromů. Samice snáší většinou dvě, někdy tři bílá oválná vejce se stejně velkými konci.

## Ohrožení
Mezinárodní svaz ochrany přírody (IUCN) považuje puštíka tečkovaného za málo dotčený druh. Populace druhu sice nebyla kvantifikována, avšak druh má velmi rozsáhlou oblast výskytu a místně bývá popisován jako běžná až neobvyklý. Evidentní hrozba druhu nehrozí a jeho populace je považována za stabilní. Je možné, že výskyt puštíka tečkovaného je podceněný, jelikož díky kryptickému zabarvení bývá jen těžko pozorován v divoké přírodě.